# Milanska katedrala
Milanska katedrala (tal. "Duomo di Milano") katedrala je u Milanu u sjevernoj Italiji. Sjedište je Milanske nadbiskupije. Posvećena je Uznesenju Marijinom.
Građena je od kraja 14. do sredine 19. stoljeća (i na neki način, nikada završena, s obzirom na to da se radovi i danas nastavljaju). Katedrala u Milanu jedna je od najvećih crkvi na svijetu, druga po veličini u Italiji (od nje je veća samo Bazilika svetog Petra u Rimu) i druga po veličini gotička katedrala na svijetu, poslije katedrale u Sevilji u Španjolskoj. Unutrašnju visinu središnjeg broda katedrale nadmašuje samo katedrala u Beauvaisu koja se nalazi u Francuskoj.
Krov je otvoren za posjete turista (uz naknadu), što omogućava da se izbliza vide mnoge izvanredne skulpture koje su tu smještene.
Zgrada je izgrađena od opeka, a fasada joj je pokrivena bijelim mramorom. Osnova je u obliku latinskog križa i dijeli crkvu na 5 brodova, koji su razdvojeni s 40 stupova.
Prvo je izgrađen istočni dio s apsidom, koji ima najviše gotičkih karakteristika. Radovi na zapadnoj fasadi su započeti oko 1650., a završeni tek u 19. stoljeću, tako da ova fasada ima više klasičnih nego gotičkih karakteristika.
Izgradnja kupole počela je krajem 15. stoljeća, a završena je izgradnjom tornja nad kupolom u 18. stoljeću.

## Mjere
- Vanjska dužina: 158 metara
- Unutrašnja dužina: 148 metara
- Vanjska širina: 93 metra
- Unutrašnja širina: 66 metara
- Dužina fasade na ulazu: 67,9 metara
- Unutrašnja širina broda: 16,75 metara
- Unutrašnja visina broda: 45 metara
- Visina brodskih stupova: 24,5 metara
- Promjer brodskih stubova: 3,4 metra
- visina središnjeg dijela katedrale: 65,5 metara
- Visina tornja: 106,5 metara
- Dimenzije apsidalnih prozora: 20,7 x 8,5 metara
- Skulptura: 3400
- Tornjeva: 135
- Površina: 11,700 m2
- U katedralu može stati 40 000 ljudi.
- Geografski položaj: 45°27′51″N 9°11′27″E / 45.46417°N 9.19083°E .